# Сотир Калешков
Сотир Калешков е български общественик и революционер, деец на Вътрешната македонска революционна организация.

## Биография
Сотир Келешков е роден в малопреспанското село Глобочени, тогава в Османската империя. Присъединява се към ВМРО и подпомага четата на Илия Дигалов, заради което е възпят в народна песен. През август 1939 година подписва молба на македонски българи до Царица Йоанна за покровителство на местното население.